# 섬유상 단백질

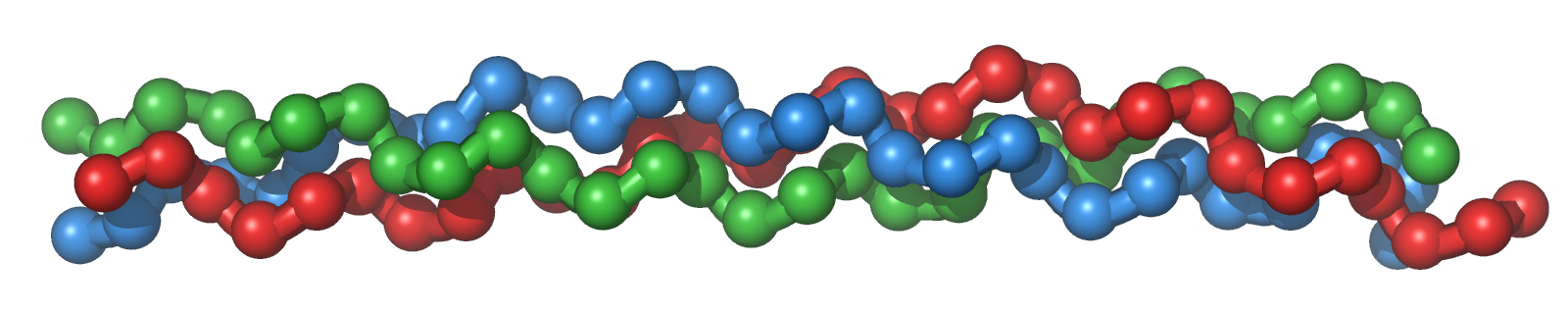
트로포콜라겐 삼중 나선

섬유상 단백질(纖維狀蛋白質, 영어: fibrous protein) 또는 경단백질(硬蛋白質, 영어: scleroprotein)은 4가지 주요 유형의 단백질(구상 단백질, 무질서, 막 단백질과 함께) 중 하나를 구성한다. 선형 단백질이라고도 한다. 케라틴, 콜라겐, 엘라스틴, 피브로인을 포함한 많은 섬유상 단백질 군이 있다. 이러한 단백질의 역할에는 보호 및 지지, 결합 조직 형성, 힘줄, 뼈 및 근육 섬유가 포함된다. 

## 생체에서의 분자 구조
섬유상 단백질은 막대 또는 와이어 모양의 긴 단백질 필라멘트를 형성한다. 일반적으로 섬유상 단백질은 비활성 및 수불용성인 구조 단백질 또는 저장 단백질이다. 섬유상 단백질은 분자로부터 돌출된 소수성 곁사슬로 인해 응집체로 발견된다. 
섬유상 단백질의 펩타이드 서열은 종종 반복되는 제한된 잔기를 갖는다. 이것들은 콜라겐 나선과 같은 특이한 2차 구조를 형성 할 수 있다. 종종 구조는 사슬(예를 들어, 케라틴 사슬 사이의 cys-cys 이황화 결합) 사이의 가교 결합을 특징으로 한다. 
섬유상 단백질은 구상 단백질만큼 쉽게 변성되지 않는 특성이 있다.

## 같이 보기
- 구상 단백질